# Oliver von Paderborn
Oliver von Paderborn (zm. 11 września 1227) – niemiecki kardynał i uczony.

## Życiorys
Pochodził prawdopodobnie z Westfalii. Od 1196 jest poświadczony jako kanonik kapituły w Paderborn. W 1201 został scholastykiem kapituły w Kolonii. Wśród współczesnych uchodził za osobę wszechstronnie wykształconą; był teologiem, matematykiem, poliglotą i konstruktorem maszyn. W 1213 działał jako kaznodzieja krucjatowy we Flandrii. Brał udział w V krucjacie. Podczas oblężenia Damietty w 1218 roku skontrował maszynę, która pomogła skutecznie dokończyć oblężenie. Po klęsce tej wyprawy powrócił do Niemiec, gdzie w 1223 wybrano go na biskupa Paderborn. Ponieważ część kapituły sprzeciwiła się jego elekcji i obrała kontrkandydata, sprawa trafiła do Stolicy Apostolskiej. W lipcu 1225 papież Honoriusz III zatwierdził jego wybór, jednak już kilka tygodni później mianował go kardynałem biskupem Sabiny i zatrzymał w kurii, a kanonikom z Paderborn polecił przeprowadzenie nowej elekcji. Jako kardynał Oliver podpisywał bulle papieskie między 18 września 1225 a 9 sierpnia 1227. Zmarł prawdopodobnie w Otranto.